# Козенс, Дилан
Дилан Козенс (англ. Dylan Cozens, род. 9 февраля 2001, Уайтхорс) — канадский хоккеист, центральный нападающий «Оттава Сенаторз».

## Биография
Дилан Козенс родился 9 февраля 2001 года в канадском городе Уайтхорс.

### Клубная карьера
В 2013—2015 годах играл в хоккей с шайбой за юношей «Уайтхорс Мустангз», после чего перешёл в хоккейную академию «Дельта», в составе которой начал сезон-2015/16 в Канадской лиге спортивных школ (CSSHL). В его ходе перешёл в «Карибу Кугарс», выступавшем в BC Hockey Major Midget League — ведущей юношеской лиге провинции Британская Колумбия. Провёл 2 матча, набрал 2 (1+1) очка.
Сезон-2016/17 начал в составе хоккейной академии «Йейл» также в CSSHL. По ходу розыгрыша перебрался в клуб Западной хоккейной лиги (WHL) «Летбридж Харрикейнз». Со следующего сезона стал одним из ведущих хоккеистов, проведя за три года 199 матчей и набрав 243 (105+138) очков.
В 2019 году был выбран «Баффало Сейбрз» на драфте НХЛ под общим 7-м номером. 15 июля 2019 года заключил трёхлетний контракт с клубом, но продолжал выступать за «Летбридж Харрикейнз». 14 января 2021 года дебютировал в НХЛ в матче с «Вашингтон Кэпиталз» (4:6) и сделал голевую передачу. 22 января забросил первую шайбу в лиге также в поединке с «Вашингтоном» (3:4).
7 февраля 2023 года подписал с «Сейбрз» новый семилетний контракт на общую сумму $ 49,7 млн. 26 февраля в матче с «Вашингтон Кэпиталз» оформил первый хет-трик в НХЛ, а «Сейбрз» выиграли матч со счётом 7:4.

### Международная карьера
В 2017—2019 годах выступал за юношескую сборную Канады. В составе команды Канады (красные) в 2017 году завоевал серебро Мирового кубка вызова среди юношей до 17 лет, в 2019 году занял 4-е место на чемпионате мира среди юниоров. В 2018 году стал победителем Кубка Глинки / Гретцки.
С 2020 года выступает за молодёжную сборную Канады. В её составе в 2020 году выиграл чемпионат мира, в 2021 году стал серебряным призёром чемпионата и вошёл в его символическую сборную, набрав в 7 матчах турнира 16 (8+8) очков. На этом турнире Козенс был ассистентом капитана сборной.
Вошёл в состав сборной Канады для участия на ЧМ-2022. В матче с Казахстаном (6:3) оформил хет-трик  и оформил дубль в 1/2 финале в ворота чехов (6:1); на турнире канадцы завоевали серебряные медали, уступив в финале финнам в овертайме со счётом 4:3.
Вошёл в состав сборной Канады для участия на ЧМ-2024. На турнире заработал 11 очков (9+2), став лучшим бомбардиром сборной и по итогам турнира вошёл в символическую сборную звёзд. По итогам турнира сборная Канады, осталась без медалей, уступив в матче за бронзу сборной Швеции со счётом 4:2.

## Статистика
| Легенда | Легенда                    | Легенда | Легенда                   | Легенда | Легенда    |
| ------- | -------------------------- | ------- | ------------------------- | ------- | ---------- |
| И       | Количество проведённых игр | Штр     | Штрафное время            | +/−     | Плюс-минус |
| Г       | Голы                       | П       | Голевые передачи          | О       | Очки       |
| -       | Статистика неизвестна      | —       | Статистика не учитывалась |         |            |